# باباجان اکرام‌اف
باباجان اِکرام‌اف (به تاجیکی: Бобоҷон Икромов) (زاده ۱۹۵۷ در روستای چارکوه ناحیه اسفره) نویسنده و روزنامه‌نگار اهل تاجیکستان است.
وی در مکتب عالی حزبی شوروی در مینسک (۱۹۹۰) تحصیل کرد. مولف، سردبیر و مدیر برنامه‌های تلویزیونی بود. او سپس در ۱۹۷۸-۱۹۹۵ معاون رئیس، و رئیس کمیته رادیو و تلویزیون شد. مدتی مشاور رئیس شرکت تلویزیونی بین‌المللی «میر» بود. 
باباجان اکرام‌اف مؤسس و سردبیر هفته‌نامه «وَرارود»است. او مولف قصه‌های «آرمان مادر»، «دیدار»، «اشک سوزان»، مجموعه‌های داستان‌های «آدم بودن مشکل»، «شهر خنده»و غیره می‌باشد. 